# Nepa cinerea
El escorpión de agua (Nepa cinerea) es un insecto heteróptero acuático de la familia Nepidae. Se distribuye por el continente europeo. Su característica más notable es la presencia de un tubo respiratorio en el extremo de abdomen que, debido a su conexión con la tráquea, permite al animal renovar el aire de su aparato respiratorio sin emerger completamente del entorno acuático en el que vive.

## Hábitat
Nepa cinerea habita en aguas tranquilas y estancadas, de poca corriente. Suele situarse en el fondo, sobre el sustrato, o sobre plantas acuáticas, especialmente en fondos fangosos.

## Caracteres de identificación

### A nivel de familia
A nivel de familia, N. cinerea se distingue por la posesión de antenas de tres segmentos. En cuanto a las patas, las anteriores son prensoras, y el par posterior posee función locomotora; los tarsos son de un segmento sin uñas en las patas anteriores. El abdomen posee un tubo respiratorio apical, que le permite captar el oxígeno del medio aéreo aun estando parcialmente sumergido. Posee además ojos salientes y globosos. El rostro posee tres artejos.

### Nivel de género y especie
La longitud de N. cinerea es de 17 a 22 mm. El abdomen es de color rojizo dorsalmente. Las alas posteriores son grisáceas, con la parte basal de los nervios de color rojo. El tubo respiratorio es corto, de aproximadamente 2/3 de la longitud total del animal. El cuerpo es ovalado y aplanado dorsoventralmente. Las tibias y los tarsos de las patas anteriores son casi tan largas como los fémures.

## Fisiología de la vida subacuática
N. cinerea es un heteróptero acuático, aunque es un respirador terrestre: esta aparente contradicción es solventada mediante la captura e inmersión de una burbuja de aire atrapada durante sus emersiones mediante unos pelos hidrofóbicos en el extremo de su abdomen. Esto es posible debido a que dichos pelos provocan unas condiciones quimicofísicas de tensión superficial que provocan la estabilización de la burbuja. 
Una vez dentro del agua, la burbuja, en contacto con un espiráculo o abertura del sistema traqueal, proporciona una reserva extra de oxígeno al insecto. Su interior es dinámico, en el sentido de que establece un equilibrio con las concentraciones de N2, O2 y CO2 del líquido adyacente permitiendo prolongar aún más la reserva gaseosa. Este hecho se produce debido a que, conforme se consume el O2 en la burbuja, se crea un gradiente de concentración que favorece la entrada de éste del exterior a su interior, al tiempo que el CO2, que aumenta su concentración en la burbuja conforme el animal respira, difunde al exterior para igualar su concentración (al tiempo que el CO2 es más soluble en el agua que en el aire). Este elegante mecanismo tiene como implicación que N. cinerea no sólo aproveche el gas contenido en la burbuja, sino que, además, ésta se rellena hasta cierto límite extrayendo oxígeno del medio. Este sistema es llamado por los fisiólogos como 'burbuja incompresible'.